# Khairpur
Khairpur (urdu: خیرپُور) (khīr´poor) – dwunaste co do wielkości miasto prowincji Sindh w południowo-wschodnim Pakistanie. Jest stolicą współczesnego dystryktu Khairpur i był stolicą księstwa Khayrpur.